# Duseviulisoma malinkeense
Duseviulisoma malinkeense är en mångfotingart som beskrevs av Christoph D. Schubart 1955. Duseviulisoma malinkeense ingår i släktet Duseviulisoma och familjen orangeridubbelfotingar. Inga underarter finns listade i Catalogue of Life.